# Callostoma persicum
Callostoma persicum är en tvåvingeart som först beskrevs av Paramonov 1929.  Callostoma persicum ingår i släktet Callostoma och familjen svävflugor.
Artens utbredningsområde är Iran. Inga underarter finns listade i Catalogue of Life.